# Mirko Pagliarini
Mirko Pagliarini (Velletri, 28 ottobre 1975) è un allenatore di calcio ed ex calciatore italiano, di ruolo attaccante, tecnico della Forza e Coraggio Avezzano.

## Caratteristiche tecniche

### Giocatore
È stato un attaccante abile tecnicamente e tatticamente portato a trovare gli spazi in area di rigore. Ha ricoperto anche il ruolo di centrocampista offensivo.

### Allenatore
L'impianto tattico di base è il 4-3-3; a seconda delle caratteristiche della squadra utilizza anche il modulo del 3-4-3.

## Carriera

Pagliarini al Genoa nella stagione 1994-1995

### Giocatore
Da calciatore conta una presenza in Serie A con la maglia del Genoa, vincitrice della Coppa Anglo-Italiana 1995-1996, e successive 82 presenze in Serie B tra Genoa e Crotone.
Ha militato nelle squadre professionistiche di Saronno, Pisa, Avellino, Atletico Catania, Viterbese e Virtus Lanciano. 
Ha concluso la carriera da giocatore nel 2011 con la squadra della Narnese. Verso il termine della stagione 2013-2014 è stato accostato alla formazione dilettantistica di Macchie (Amelia).

### Allenatore
Nel 2012 ha ricoperto il ruolo di team manager e allenatore in seconda nel Campobasso Calcio di Salvatore Vullo.
Nel 2015 è subentrato alla guida tecnica della squadra dilettantistica umbra dell'Arrone.
Tra il 2015 e il 2022 ha allenato i giovani under 17 dell'Udinese, del Rieti e della Ternana. Nella stagione 2022-2023 ha guidato la squadra laziale del Città di Rieti.
Il 4 aprile 2024 ha sostituito il tecnico Giuseppe Ferazzoli sulla panchina dell'Avezzano, club di Serie D, dove ha allenato fino al mese di settembre.
Nel 2025 è tornato a guidare la squadra marsicana, subentrando al dimissionario Sandro Pochesci.
Nella successiva stagione è stato chiamato a guidare la nuova società calcistica Forza e Coraggio Avezzano, impegnata in Promozione e sorta in seguito alla mancata iscrizione in Serie D del club abruzzese.

## Statistiche

### Statistiche da allenatore
Statistiche aggiornate al 4 maggio 2025.
| Stagione        | Squadra         | Campionato      | Campionato | Campionato | Campionato | Campionato | Coppe nazionali | Coppe nazionali | Coppe nazionali | Coppe nazionali | Coppe nazionali | Coppe continentali | Coppe continentali | Coppe continentali | Coppe continentali | Coppe continentali | Altre coppe | Altre coppe | Altre coppe | Altre coppe | Altre coppe | Totale | Totale | Totale | Totale | % Vittorie | Piazzamento     |
| Stagione        | Squadra         | Comp            | G          | V          | N          | P          | Comp            | G               | V               | N               | P               | Comp               | G                  | V                  | N                  | P                  | Comp        | G           | V           | N           | P           | G      | V      | N      | P      | %          | Piazzamento     |
| --------------- | --------------- | --------------- | ---------- | ---------- | ---------- | ---------- | --------------- | --------------- | --------------- | --------------- | --------------- | ------------------ | ------------------ | ------------------ | ------------------ | ------------------ | ----------- | ----------- | ----------- | ----------- | ----------- | ------ | ------ | ------ | ------ | ---------- | --------------- |
| nov. 2022-2023  | Città di Rieti  | 1ª Cat.         | 24         | 22         | 1          | 1          | CL-1ª Cat.      | 10              | 6               | 0               | 4               | -                  | -                  | -                  | -                  | -                  | -           | -           | -           | -           | -           | 34     | 28     | 1      | 5      | 82,35      | Sub., 2°        |
| mar.-giu. 2024  | Avezzano        | D               | 4+1        | 3          | 0          | 1+1        | CI-D            | -               | -               | -               | -               | -                  | -                  | -                  | -                  | -                  | -           | -           | -           | -           | -           | 5      | 3      | 0      | 2      | 60,00      | Sub., 3°        |
| 2024-2025       | Avezzano        | D               | 20         | 7          | 6          | 7          | CI-D            | 2               | 1               | 0               | 1               | -                  | -                  | -                  | -                  | -                  | -           | -           | -           | -           | -           | 22     | 8      | 6      | 8      | 36,36      | Eson., Sub., 7° |
| Totale Avezzano | Totale Avezzano | Totale Avezzano | 25         | 10         | 6          | 9          |                 | 2               | 1               | 0               | 1               |                    | -                  | -                  | -                  | -                  |             | -           | -           | -           | -           | 27     | 11     | 6      | 10     | 40,74      |                 |
| Totale carriera | Totale carriera | Totale carriera | 49         | 32         | 7          | 10         |                 | 12              | 7               | 0               | 5               |                    | -                  | -                  | -                  | -                  |             | -           | -           | -           | -           | 61     | 39     | 7      | 15     | 63,93      |                 |

## Palmarès

### Giocatore

#### Club

##### Competizioni internazionali
- Coppa Anglo-Italiana: 1

Genoa: 1995-1996